# Astragalus batangensis
Astragalus batangensis är en ärtväxtart som beskrevs av E.Peter. Astragalus batangensis ingår i släktet vedlar, och familjen ärtväxter. Inga underarter finns listade i Catalogue of Life.